# Иконоборство у Византији
Иконоборство (грч. εἰκονομαχία), или иконоклазам (грч.  — „слика (икона)” + грч.  — „разбити”), религиозно-политички је покрет у Византији у 8. и раном 9. вијеку, усмјерен против поштовања икона.
Иконоборци су слике светаца сматрали идолима, а поштовање икона сматрали су идолопоклонством, позивајући се на старозавјетне заповјести („Не гради себи лика резана нити какве слике од онога што је горе на небу… Немој им се клањати нити им служити” (Изл. 20:4—5)).
Цар Лав III Исавријанац забранио је поштовање икона 730. године. Исход иконоборства било је уништење хиљада икона, као и мозаика, фресака, скулптура светаца и осликаних олтара у многим црквама. Иконоборство је званично оглашено на Иконоборачком сабору 754. уз подршку цара Константина V, који се сурово обрачунавао са иконопоштоваоцима, нарочито монасима.
Међутим, касније 787. уз подршку царице Ирине, удовице Лава IV, Други никејски сабор је ипак одобрио догму о поштовању икона и поништио одлуку сабора из 754. (за који је одлучено да се не сматра „васељенским”). Иконопоштовања су се придржавали цареви Нићифор I и Михаило I, који су владали послије Ирине; али послије пораза Михаила I у рату са Бугарима 813. на пријесто долази Лав V, под којим је настављено иконоборство, а одлуке сабора из 754. поново су признате.
На крају, за вријеме регенства царице Теодоре, збачен је иконоборачки патријарх Јован VII. Под новим патријархом Методијем одржан је нови сабор 843. који је утврдио и одобрио све дефиниције Другог никејског сабора и поново изопштио иконоборце. Истовремено, установљен је и први пут извршен (11. марта 843) чин проглашења вјечног помена ревнитељима православља и анатемисања јеретицима, обављен у Православној цркви и до нашег времена у Побједи православља (Торжество православља).

## Предисторија
Слике Христа, Богородице, светаца и библијских сцена познате у хришћанству од 2. вијека. Првим иконописцем сматра се јеванђелист Лука, који је био познат као добар умјетник; приписује му се портрет Богородице осликан за њеног живота, сада отелотворен у икони Владимирске Богомајке. До 4. вијека, зидови хришћанских цркава су већ сасвим били украшени живописним сликама. Василије Велики у бесједи, посвећеној успомени на мученика Варлама, позива слика да прикажу подвиге светитеља, Јован Златоусти пише о распрострањености слика Мелетија Антиохијског, а Теодорит Кирски извјештава о портретима Симеона Столпника, који се продају у Риму.
И поред такве подршке приказивању личности и догађаја из сакралне и црквене историје, у истом периоду јављају се и прве замјерке на употребу икона. Тако је Јевсевије Кесаријски одрично одговорио на жељу цареве сестре да посједује икону Христа. Он то не објашњава старозавјетном забраном, већ чињеницом да је божанска природа неописива. Познате су и активна иконоборачка дејства у том периоду: Епифаније Кипарски, видјевши у цркви вео са ликом човјека, поцијепао га је и дао да се прекрије ковчег просјака; у Хиспанији, на Елвирском сабору (почетак 4. вијека) донијета је уредба против зидног сликарства у храмовима:
да сликања у црквама не буде и да не служи као предмет поштовања и обожавања оно што је приказано на зидовима.
Почетком 4. вијека иконоборачки положај јача усљед ширења монофизитства у Византији. Вођа монофизита Севир Антиохијски није одбацивао само иконе Христа, Богородице, светаца, него чак и приказ Светог духа у виду голуба. О степену утицаја противника иконопоштовања у овом периоду свједоче извјештаји о писмима Анастасија Синајског у одбрану икона и жалбе Симеона Столпника млађег цару Јустину II због вријеђања „иконе Сина Божијег и Пресвете Преславне Богородице”.
Иконоборство је додатно ојачало крајем 6. и почетком 7. вијека. У марсилијски епископ Серен 598. је уништио све иконе у градским црквама, које су, по његовом мишљењу, сујевјерно поштовали парохијани. Папа римски Гргур I је писао о томе, хвалећи га за ревност у борби против сујеврјера, али је захтијевао да се иконе врате, пошто служе обичним људима умјесто књига, и замолио га да објасни парохијанима прави начин поштовања икона.
Велику улогу у расту иконоборачких осјећања одиграо је утицаја нове религије — ислама, који је непријатељски настројен према сликама свега што има душу. У рејонима Римског царства, који се граниче са земљама арапских племена, дуго су цвјетале хришћанске јереси — монтанизам, маркионство, павлићанство. Писталице ових хришћанских покрета, очигледно под утицајем ислама, почели су да доживљавају све више сумње у истинитост иконопоштовања, а византијски цареви, принуђени да траже мир с Арапским калифатом, чинили су уступке иконоборцима. Постоје подаци да је цар Филипик, прије свргавања 713, требао да донесе закон против поштовања икона. Заштитници иконопоштовања су такве иконоборачке цареве називали „сараценски мудрословци”.

## Лав III Исавријанац
Први цар иконоборац, Лав III Исавријанац (717 – 741), био је војсковођа из Сирије, стратег теме Анатолика. Он се није разумео у богословне ствари, а против култа икона устао је из државничког разлога. Дошло је усред мора изненада до вулканске ерупције североисточно од Крита 726. године, лава се претворила у ново острво и Лав је то протумачио као гнев бога јер није предузео ништа против култа икона. Крајем 726. године отпочела је иконоборачка криза и цар је наредио једном свом официру да скине Христову икону изнад бронзане капије царске палате. У том тренутку је дошло до спонтане реакције житеља Цариграда којима су повређена верска осећања, народ је дотрчао и када се Јулијан попео да скине икону и када је секиром ударио, житељи су га оборили и убили. Лав III је све кривце за злочин (махом жене) казнио смртном казном. Након што се прочуло за инцидент трупе из Хеладе кренуле су на Цариград да сруше Лава Исавријанца али је цар угушио устанак. Лав III је схватио поруку и од тада је био опрезан. Дискутује и убеђује људе зашто би требало да напусте култ икона. Иконоборци су замерали иконофилима да верници поштују иконе као предмет што би значило враћање паганству, односно идолопоклонству. Иконодули су се бранили истичући да верници иконе не гледају као предмет већ искључиво као симбол – икона Богородице се поштује као сама Богородица.
Цар је решио да сазове Силентион – државни савет чији су саветници углавном световни великодостојници, 17. јануара 730. године. Њихов циљ је био да се изгради едикт против култа икона. На заседању је позван и цариградски патријарх Герман (715 – 730). Едикт из 730. год. је дао законску снагу иконоборачком покрету, те су иконофили могли бити кажњавани и прогањани. Отпочело је систематско уништавање икона.
Овај едикт је довео до раскида са Римом и папом Григоријем III који је био против иконоборачког покрета. Иако је Лав III предио да ће га ухапсити, овај није променио свој став и сам цариградски патријарх је приморан на абдикацију јер је одбио да потпише едикт па је уместо њега постављен Анастас (730 – 753). Лав III је забранио обожавање светих слика које су се доводиле у везу са идолотријом, тако да су у престоници уништене не само слике Христа, већ и слике анђела, Богородице и других светаца. На ово што је урадио, настаје реакција у Цариграду, Риму, Јерусалиму и Хелади. Најзначајнији бранитељ култа икона у првој фази иконоборачког покрета био је Јован Дамаскин (645 – 753). Он је исписао три говора у одбрану култа икона, тзв. дела „О изворима вере“ у којима објашњава да веник поштује икону као симбол, а Христову икону доводи у везу са његовим оваплоћењем. Јован Дамаскин инсистира на разлици између обожавања која приличи богу и поштовања које доликује светима. Спис је био јако популаран. Јован Дамаскин је Грк који је боравио у Дамаску на високом положају на калифовом двору. Закалуђерио се у манастиру Светог Саве. Калифат је био против икона, али му је иконоборство у Византији одговарало јер је доводило до подељености Царства и лакше је било да калифат освоји источне провинције. Влада Лава III није предузимала драстичније мере против иконофила. Иконе су уништене, а нове цркве се нису осликавале.

## Константин V Копроним
Највећи поборник иконоборства био је цар Константин V Копроним (741 – 775). Он је написао тринаест теолошких трактата од којих су сачувана само два и у њима је излагао своје иконоборачке ставове. У време владавине овог цара долази до граћанског рата Артавазда 742. године. Уз Артавазда су биле теме Опсикија, Тракија и Арменијака, а уз Константина V Анатолика и Тракесијанска. Цар се повукао са престола у Малу Азију и патријарх Анастасије је Артавазда крунисао за цара у Цариграду. Он је по уласку у град саопштио да је Константин V умро. Дошавши на власт обећао је да ће вратити култ икона, али је дошла до изражаја подељеност царства изазвана верским неслагањем. Европске провинције биле су за култ икона, а у Малој Азији су углавном били иконоборци.
Након што је Константин V повратио престо 745. године казнио је присталице Артавазда, посебно присталице патријарха, а сам патријарх је кажњен тако што је вођен седећи на магарцу по хиподрому и гађан балегом и камењем. То је била гора казна од смрти. У првој фази се најзначајнији догађај десио 754. године када је сазван први Иконокластички (иконоборачки) сабор, остао упамћен по називу „Безглави сабор“, 10. фебруара у Хиавеји а окончан 8. августа у Цариграду.
Константин V намеравао је да сабор буде васељенски, али није имао среће јер нису присуствовали патријарси Рима, Цариграда, Јерусалима. Овим сабором председавао је епископ Теодосије Ефески. На њему су цар и његови сарадници желели да покажу да поштовање икона спада у јерес. Било у несторијанству, јер на сликама сликају човечанску природу Христа, било у монофизитизму, где показују божанску природу, спајају се неспојиве природе. На сабору је постављено питање праузора (однос иконе и архетипа). Иконоборци су тврдили да икона мора бити идентична архетипу, док иконофили да мора да подсећа на архетип. На овом сабору на страни православне цркве били су патријарх Герман, папа Григорије III и Јован Дамаскин. Донета је одлука о забрани култа икона на најопштијем нивоу, тј. иконофили су проглашени за јеретике. Дошло је до уклањана животописа и љуштења слика у црквама, које се осликавају световним елементима. Они су служили величању цара и његовог двора. Иконе су уништаване, манастири затварани или претварани у касарне или школе.
Манастирски посед и њихова огромна богатства уништавани су: иконофилски списи и монаси су прогањани, сурово мучени и убијани. Године 771. један монах Петар је ишибан и бачен у море. Године 764/765. почињу интезивнији обрачуни. Стратег тагме је наредио да калуђеру скину мантију и да се ожени или ће их ослепети и депортовати. Отпочела је емиграција монаха у Јужну Италију. У време Константина V Копронима предводник иконофила био је монах Стефан Новак који је после мучења 765. године свирепо убијен. Доба владавине Константина V је врхунац иконоборачке идеје. Након његове смрти 775. смрти иконоборачки покрет је ослабио.

## Седми васељенски сабор
Константина је наследио Лав IV Хазар. Он је био благ цар, иконоборац и на њега је значајан утицај извршила супруга Ирина која је 768. године дошла из Атине (европска провинција). Знајући то Константин V је проценио да је била наклоњена иконама, те је морала да положи заклетву да ће се борити против иконофила. Након смрти Лава IV Хазара на престо долази Константин VI (780 – 797), његов малолетни син. Природни регент била је царица-мајка Ирина. Она је желела да успостави култ икона, па су престала мучења и прогон монаха. Почела је да додељује финансијске олакшице манастирима, а монаштво је поштовало царицу мајку и Константина VI. Ирина је за патријарха довела свог личног секретара Тарасија (784 – 806) Он је био световно лице и убрзо је прошао сва духовна звања. Патријарх предлаже да се сазове Васељенски сабор који би прогласио рестаурацију култа икона.
Уз подршку папе Хадријана I (771 – 795) сабор се састао у Цариграду у цркви Светих апостола. Овај сабор је пропао јер су на почетку заседања упали војници престоничких градских пукова верни иконокластичким традицијама узвикујући име цара Константина V. Ирина се није дала збунити и припремала је нов терен за нов сабор. Најпре је послала иконокластичке трупе (тагматску војску) у Малу Азију у поход против Арабљана, а довела иконофилске трупе из Тракије, поверивши им заштиту престонице.
Рестаурација иконофилства извршена је на Седмом васељенском сабору у Никеји 787. године. Овим сабором председавао је патријарх Тарасије. Сабор је ужурбано радио 24 сата, од 13. октобра 787. године. Имао је седам седница којима је присуствовало 305 епископа. Овај сабор је осудио све одлуке из 754. године, иконоборство је проглашено за јерес и успостављен је култ икона.
Наређено је да се униште сви иконоборачки списи и бачена је анатема на иконоборачке прваке, осим на цара Константина V, јер је деда владајућег цара. На сабору настаје расцеп у иконофилској странци због различитог става шта треба радити са епископима који су били иконоборци. Да ли их треба уклонити или их пустити да се покају и примити у црквену заједницу? Појављују се две странке: 1) Странка зилота - ревносних и њих су представљали монаси манастира Студлијан; 2) Странка политичара – на челу патријарх Тарасије. Они су сматрали да треба да се учини уступак када је у питању виши циљ. На Никејском сабору су победили политичари. На завршној седници на Магноварском двору у Цариграду, одредбе сабора, потврђене потписом царице Ирине и цара Константина VI. Временом је почело да долази до реакције малоазијске аристократије и та аристократија је све више утицала и на цара Константина VI.
Године 790. царица Ирина угушила је заверу против себе, али ју је син у једном тренутку прогнао. Године 792. је вратио из прогонства, али се 797. године десио преседан када је Ирина ослепела свог сина и почела да влада као цар. Она је једина жена која се у документима 797 – 802. године потписивала као Василевс. Године 794. на Франкфуртском сабору у присуству папиног легата дошло је до осуде култа икона. Године 802. у Цариграду је дошло до државног удара у коме је збачена Ирина и доведен Нићифор II на престо. Он је био способан чиновник, али незаинтересован за верска питања. Званично се држао култа икона, те је сина Ставрикија оженио атињанком Теофаном. Нићифор је погинуо у рату против Бугара и за цара је крунисан Михајло I Рангабе (811 – 813). Он је био ватрени поштовалац култа икона, али 813. године гине у рату са Бугарима и за цара бива проглашен и крунисан Лав V Јерменин (813 – 820). До доласка на власт био је стратег теме Анатолика.

## Друга фаза иконоборства
Од 815 до 843. године дошло је до обнављања иконоборачке политике. Почело је у доба владара Лава V. Њему су узори Лав III и Константин V. Пре Василија II Бугароубице, Константин V је највише упамћен као иконоборац. Цариградски патријарх Нићифор (806 – 815) био је иконофил. Њега је зато Лав V избацио са положаја патријарха и довео Теодора Мелисена. Осим патријарха Нићифора, вођа иконофила је и Теодор Струдијски који је послат у прогонство.
У цркви Свете Софије у Цариграду одржан је Други иконокластички сабор 815. године. Њега је припремила комисија на челу са најистакнутијим иконоборцем, Јованом Граматичарем. Овај сабор је потврдио одлуке првог сабора из 754. године, а одбио одлуке сабора из 787. године. Сабор је изјавио да не сматра иконе за идоле, али је ипак наредио њихово безусловно уништавање. Бачена је анатема на патријархе Германа, Тарасија и Нићифора. Овај сабор је слабији од претходних јер није донео ништа ново. Иконоклазам 9. века представља немоћан покушај, реакцију нове снаге. Иконоборачки покрет цар је покушао да умири насиљем и убеђивањем. Лав V је страдао 820. године од присталица Михајла Аморијца (820 – 829) који је био умерени иконоборац. Он је имао неутралан став.
Резервисан став није признавао ни иконоборачке, ни иконофилске саборе, забранио је сваку дискусију о иконама, положио заклетву да ће подржавати иконоборачку политику, али је мислио другачије. Наредио је да се сакупе сви иконофилски списи и опозвао из прогонствао патријарха Нићифора и Теодора Студијског. Даљих прогона иконофила није било. Ипак једно писмо Михајла II Аморијца упућено Лудвигу Побожном у коме се обрушио на поштовање култа икона, као и чињеница да је сину наследнику одредио за учитеља Јована Граматичара, сведочи да је јавно иступао као цар Иконоборац. Његов син Теофило (829 – 842) био је убеђен цар иконоборац и представљао је симбол праведности у Византији. Био је врло образован и 830. године је царском наредбом забранио поштовање култа икона. Године 832. је за цариградског патријарха постављен Јован Граматичар. Цар Теофило, свестан чињенице да се све врти у круг, насилно је почео да се обрачунава са иконофилима. Највише је страдало монаштво. По смрти цара Теофила, иконоборачки покрет доживљава крај. Током владавине Михаила III Аморијца (842 – 867) дошло је до коначне рестаурације култа иконе. У доба Михајловог малолетства пуну власт је имала царица Теодора, присталица иконофилске странке. Она је издејствовала смену Јована Граматичара и довела за патријарха Методија. Затим 843. године сазива сабор на коме је дошло до коначне рестаурације култа икона. Након 843. године статус иконе је био промењен. Иконе се дубоко поштују: црква је штити, строго бди над иконама, углед монаштва у Византији нагло расте.

## Значај
Политички значај иконоборачког периода у Византији био је у томе што је дошло до удаљавања цркве и владара, па се због тога каже да је после савлађивања иконоборства у царству наступио период дијархије (двовлашћа). Дошло је до разграничавања световне и духовне власти. Поред тога, особине Византије као царства грчко – хришћанске културе јасно су се оцртале. Престаје утицај исламског истока и романско – германског запада. Епоха иконокластичке кризе повећале су постојеће разлике између Цариграда и Рима учинивши крај Византијског суверенитета на западу и наговестивши крај папске супримације на истоку.